# 群相棋
群相棋（Gess），又名围象棋，是1994年推出的兩人棋類，棋具為圍棋用具，但行棋與勝利規則同於象棋類遊戲。

## 棋具
- 棋盤為18*18棋格。可用圍棋棋盤。

- 平扁狀的棋子，以黑白顏色區分敵我，每方各四十三枚。

## 規則
- 先依規定的初始布置步棋。

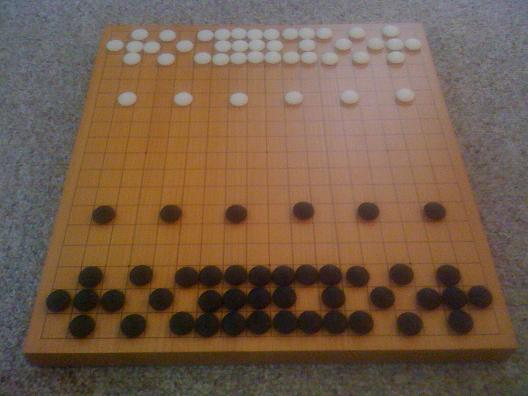
群相棋初始布置

- 每方回合，選擇棋盤上一個3*3組成的棋格群（九宮格），裡面的九宮格中必須不能包含敵棋，而且至少有一枚己棋，然後移動裡面的所有己棋，移動方向區該四正四隅有己棋。若中宮無己棋則最多走一到三格，有著無限至，但都棋格群覆蓋到敵棋處即停止，並以中宮為中心，將該範圍不分敵我的棋子全移除。

- 遊戲過程中，兩方必須都至少擁有一個由八枚己子圍住一空格的棋型，其作用類似國際象棋的王，否則立刻輸掉遊戲[1]。

## 外部連結
- 遊戲介紹 （页面存档备份，存于）
- 遊戲介紹 （页面存档备份，存于）
- 遊戲下載
- hGess （页面存档备份，存于）